# Maria Himmelfahrt (Żagań)

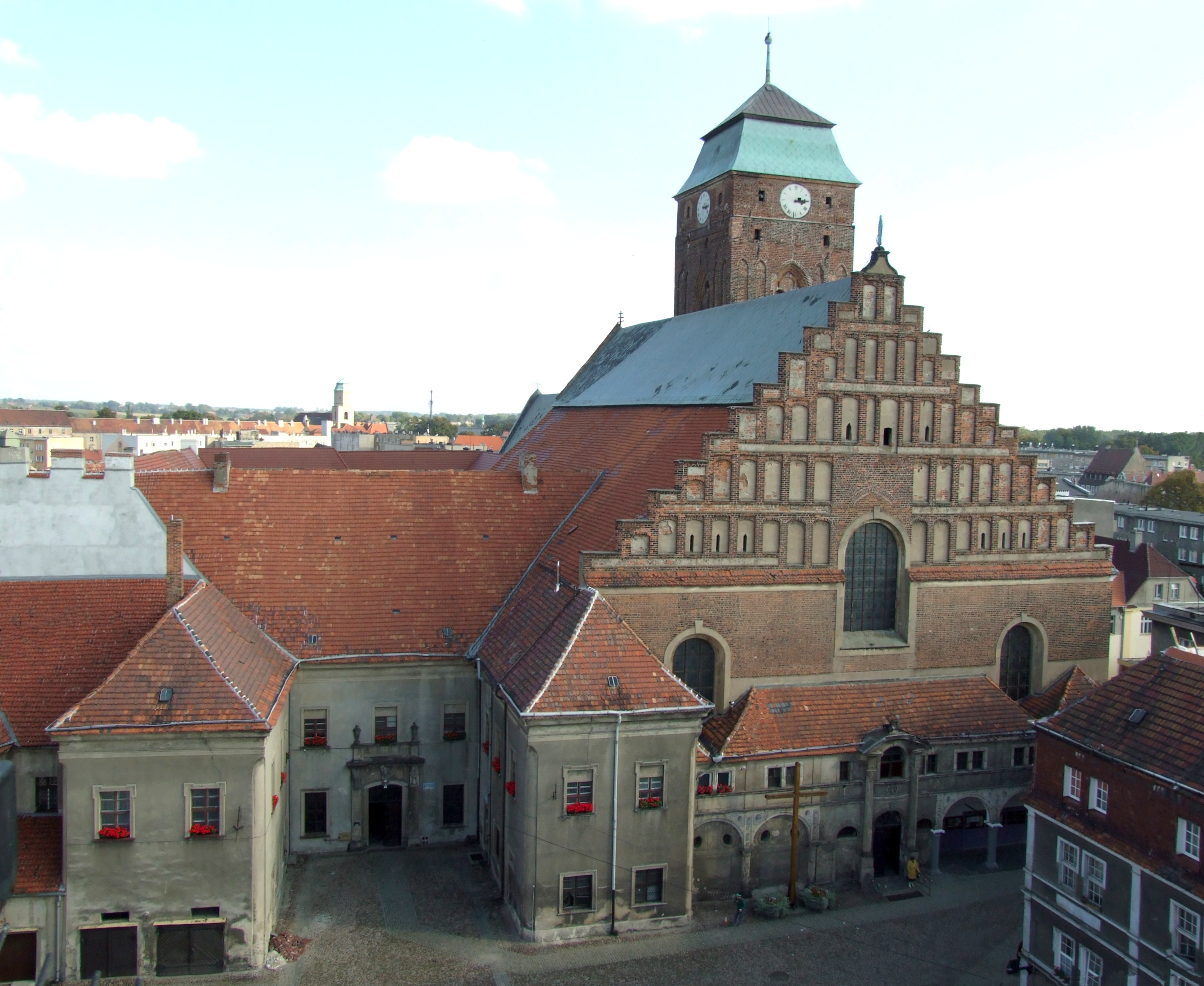
Kirche Mariä Himmelfahrt in Żagań

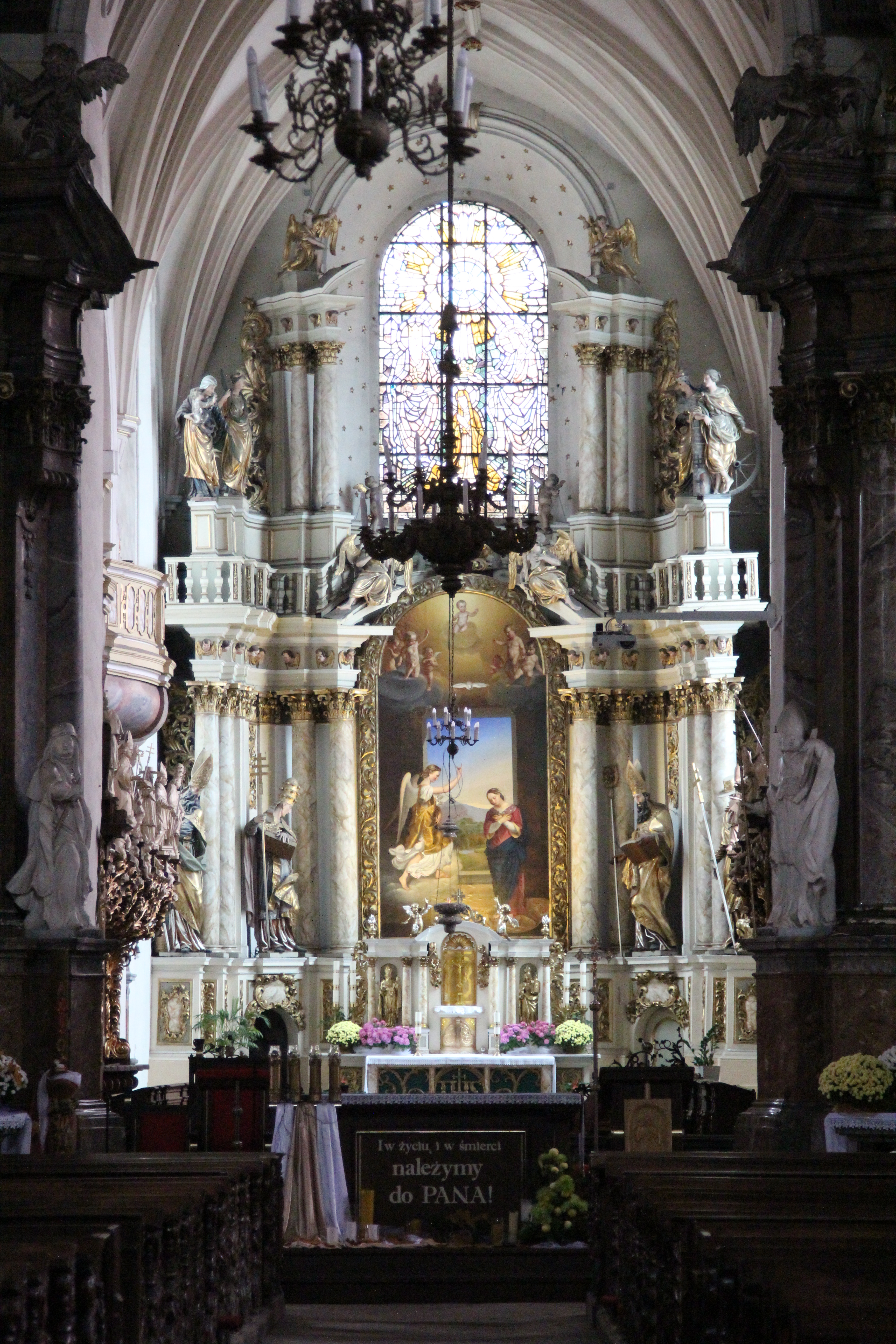
Innenansicht des Chors

Die römisch-katholische Pfarrkirche Maria Himmelfahrt (polnisch Kościół Wniebowzięcia Najświętszej Maryi Panny) in Żagań (deutsch: Sagan) im Powiat Żagański der Woiwodschaft Lebus in Polen ist Schlesiens einzige erhaltene echte Pseudobasilika.

## Geschichte
1284 zogen die Augustiner-Chorherren von Naumburg am Bober, wo sie keine günstigen Entwicklungsmöglichkeiten hatten, nach Sagan. Dort gründeten sie mit Zustimmung des Saganer Herzogs Primko und seiner Brüder Konrad und Heinrich das Augustiner-Chorherrenstift Sagan. Zugleich wurde ihnen das  Patronatsrecht über die Pfarrkirche zugewiesen. Die Klausurbauten wurden nördlich der Kirche errichtet.

## Bauwerk
Der den Stiftsherren vorbehaltene Rechteckchor ist der älteste erhaltene Bauteil. Der Bau aus Findlingen und Bruchsteinen gehört der Zeit um 1300 an und wurde um 1380/85 um ein Joch nach Westen verlängert. Die Gewölbe wurden nach einem Brand 1472 erneuert. Das breit gelagerte Langhaus und der sich an dessen Südostseite erhebende mächtige Glockenturm bestehen dagegen vollständig aus Backstein. Das Langhaus wurde nach einem Brand 1486 erweitert; dabei wurden bis 1515/16 die Seitenschiffe neu errichtet. Aus dieser Zeit stammen die Netzgewölbe des Baus. In der oberen Zone des fensterlosen hohen Mittelschiffs befinden sich eingetiefte Blenden, die in barockisierter Form erhalten sind. Der Westgiebel stammt aus der spätmittelalterlichen Umbauphase und hat fünf horizontale Ebenen, die durch zahlreiche, dicht aneinander gereihte Segmentbogenblenden gegliedert sind. Der spätgotische Turm wurde nach Einsturz 1439 neu errichtet.